# Tettigoniopsis kurodakensis
Tettigoniopsis kurodakensis is een rechtvleugelig insect uit de familie sabelsprinkhanen (Tettigoniidae). De wetenschappelijke naam van deze soort is voor het eerst geldig gepubliceerd in 1988 door Abe.